# Riells i Viabrea
Riells i Viabrea är en kommun i Spanien.   Den ligger i provinsen Província de Girona och regionen Katalonien, i den östra delen av landet, 500 km öster om huvudstaden Madrid. Antalet invånare är 3 980. Arean är 27,0 kvadratkilometer. Riells i Viabrea gränsar till Arbúcies, Sant Feliu de Buixalleu, Breda, Sant Celoni, Gualba och Fogars de Montclús. 
Terrängen i Riells i Viabrea är varierad.